# Blue Cove
Blue Cove is een gemeentevrije plaats in de Canadese provincie Newfoundland en Labrador. De plaats bevindt zich aan de noordwestkust van het eiland Newfoundland.

## Geografie
Blue Cove ligt aan de noordwestkust van het Great Northern Peninsula, het meest noordelijke gedeelte van Newfoundland. De plaats ligt langs provinciale route 430, aan de noordrand van het dorp Plum Point en zo'n 3 km ten zuiden van het gehucht Pond Cove. De plaats ligt op een smalle strook land tussen enerzijds de Saint Lawrencebaai en anderzijds een groot meer genaamd Otter Pond. Amper 300 meter voor de kust ligt Old Ferolle Island.

## Demografie
Vanaf de volkstelling van 2001 deelt Statistics Canada de plaats in als onderdeel van de designated place genaamd Blue Cove-Pond Cove.
| Jaar | Aantal inwoners | Verschil |
| ---- | --------------- | -------- |
| 1991 | 91              | –        |
| 1996 | 82              | -9,9%    |
| 2001 | 80              | -2,4%    |